# Тшебухув
Тшебухув (пол. Trzebuchów) — село в Польщі, у гміні Осек-Малий Кольського повіту Великопольського воєводства.
Населення — 211 осіб (2011).
У 1975-1998 роках село належало до Конінського воєводства.

## Демографія
Демографічна структура станом на 31 березня 2011 року:
|          | Загалом | Допрацездатний вік | Працездатний вік | Постпрацездатний вік |
| -------- | ------- | ------------------ | ---------------- | -------------------- |
| Чоловіки | 102     | 22                 | 72               | 8                    |
| Жінки    | 109     | 24                 | 61               | 24                   |
| Разом    | 211     | 46                 | 133              | 32                   |